# Tintarella di luna
Tintarella di luna é o primeiro álbum da cantora italiana Mina, lançado em março de 1960 em formato de vinil.

## Faixas
Lado A
1. "Folle banderuola" (Gianni Meccia) — 2:20
2. "È vero"  (Nicola Salerno/Umberto Bindi) — 3:00
3. "Whisky" (Aldo Alberini/Daisy Lumini) — 2:46
4. "My Crazy Baby" (Yaşar Güvenir/Albrecht Marcuse "Rolf Marbot"/Mina) — 2:35
5. "Nessuno"  (Antonietta de Simone/Edilio Capotosti/Vittorio Mascheroni) — 2:14
6. "Ho scritto col fuoco"  (Vito Pallavicini/Pino Massara) — 2:22

Lado B
1. "Tintarella di luna"  (Franco Migliacci/Bruno De Filippi) — 3:00
2. "La verità"  (Umberto Bertini/Enzo di Paola/Sandro Taccani) — 2:06
3. "Non sei felice"  (Giuseppe Perotti/Riccardo Vantellini) — 2:18
4. "Piangere un po"'  (Leo Chiosso "Roxy Bob"/Umberto Prous) — 2:27
5. "La luna e il cow boy" (Nicola Salerno/Vittorio Buffoli) — 2:36
6. "Vorrei sapere perché" (Lucio Fulci/Piero Vivarelli/Adriano Celentano) — 2:41